# اوهید
اوهید (به مجاری: Óhíd) یک منطقهٔ مسکونی در مجارستان است که در ناحیه زالاسنت‌گروت واقع شده‌است.